# Sei ein Faber im Wind
Sei ein Faber im Wind ist das Debütalbum des Schweizer Sängers Faber und seiner Band, der Goran Koč y Vokalist Orkestar Band.

## Rezeption
| Professionelle Bewertungen | Professionelle Bewertungen |
| -------------------------- | -------------------------- |
| Kritiken                   |                            |
| Quelle                     | Bewertung                  |
| laut.de                    | [ 1 ]                      |
| Musikexpress               | [ 2 ]                      |
| Tonspion                   | [ 3 ]                      |

Joachim Gauger merkt bei laut.de an, dass das Album „Singer/Songwriter-Pop mit Balkan-Beats und Spaß am Rollenspiel“ sei. Die Bandbreite würde von „Chanson bis zu Balkandisco mit schmetternden Bläsersätzen“ reichen, jedoch sei eine eigene Handschrift nur schwer erkennbar. Der Deutschlandfunk meint, das Album sei „ein überdurchschnittliches reifes Album, das in der eigenen Song-Lyrik schwelgt“. Die Hannoversche Allgemeine Zeitung fühlt sich bei den Liedern an den jungen Jim Morrison erinnert und fasst das Album mit „Deutschpop mal wild und grob“ zusammen. Linus Volkmann meint im Musikexpress, dass die Einspielung „ein unglaublich reifes Album, das genussvoll in der eigenen Song-Lyrik schwelgt und nicht unbeholfen darin herumstolpert“ sei.

## Chartplatzierung
Sei ein Faber im Wind stieg am 14. Juli 2017 auf Platz 17 in die deutschen Albumcharts ein, was gleichzeitig die beste Platzierung in diesen Charts darstellt. Das Album hielt sich vorerst drei Wochen in diesen Charts, ein Wiedereinstieg gelang am 11. August 2017, das Album konnte sich nochmals für drei Wochen in den Albumcharts platzieren. In den Ö3 Austria Top 40 konnte sich Sei ein Faber im Wind für eine Woche auf Platz 59 platzieren. Kommerziell erfolgreich war das Album ebenfalls in der Schweizer Hitparade. Dort stieg Sei ein Faber im Wind am 16. Juli 2017 auf Platz drei ein und konnte sich insgesamt 19 Wochen in den Albumcharts halten.
| ChartsChartplatzierungen | Höchstplatzierung | Wochen |
| ------------------------ | ----------------- | ------ |
| Deutschland (GfK)        | 17 (7 Wo.)        | 7      |
| Österreich (Ö3)          | 59 (1 Wo.)        | 1      |
| Schweiz (IFPI)           | 3 (19 Wo.)        | 19     |

## Titelliste
1. Ouvertüre – 0:59
2. Wem du’s heute kannst besorgen – 3:01
3. Nichts – 3:27
4. Es könnte schöner sein – 4:08
5. Lass mich nicht los – 3:48
6. Bleib dir nicht treu – 3:54
7. Alles Gute – 4:00
8. In Paris brennen Autos – 4:13
9. Bratislava – 3:19
10. Wer nicht schwimmen kann der taucht – 2:43
11. Brüstebeinearschgesicht – 5:54
12. So soll es sein – 3:02
13. Sei ein Faber im Wind – 4:06